# کرکس آمریکایی (فیلم)
کرکس آمریکایی (انگلیسی: The Condor) فیلمی در ژانر ابرقهرمانی به کارگردانی استیون ئی. گوردون است که در سال ۲۰۰۷ منتشر شد. از بازیگران آن می‌توان به ویلمر والدراما اشاره کرد.